# Run to You (песня Брайана Адамса)
«Run to You» (рус. Бегу к тебе) — песня канадского певца Брайана Адамса. Песня была выпущена ведущим синглом из четвёртого студийного альбома Reckless. Трек затрагивает тему неверности и воспевается с точки зрения человека, который заявляет, что он будет продолжать «убегать» к своей соблазнительной любовнице от своего верного партнёра; Критик Ира Роббинс из CMJ назвала его «классикой измены».
Песня возглавила хит-парад Billboard Top Rock Tracks и добралась до 6-й позиции в хит-параде Billboard Hot 100. Она также появляется на всех сборника музыканта. Сингл получил золотой статус в Канаде. Песня также звучит в компьютерной игре 2002 года Grand Theft Auto: Vice City на вымышленной радиостанции «Flash FM».

## История создания
После тура по Азии, Брайан начал работу над четвёртым студийным альбомом Reckless. Запись песни стартовала 27 марта 1984 года на студии Little Mountain Sound, Ванкувер и продолжалась там вплоть до лета. Песня была написана 10 января 1983 года, она стала последней песней, записанной для альбома Reckless. Первоначально Брайан и Джим писали эту песню для группы Blue Öyster Cult, однако участники группы отказались от этой песни.

## Релиз
Песня была выпущена 18 октября 1984 года и стала одной из самых успешных песен из альбома Reckless в американских хит-парадах и стала одной из самых популярных узнаваемых песен Брайана Адамса. Эта песня возглавила чарты Top Rock Charts журнала Billboard, продержавшись на нём четыре недели. Песня также заняла шестое место в хит-параде Billboard Hot 100. Эта песня возглавила двадцатку на хит-параде канадского журнала RPM, спустя семь недель песня заняла четвёртое место. Эта песня занимала самую высокую позицию в канадском хит-параде, достигнув Адамса на момент выпуска и стал его третьим лучшим синглом в топ-20 в Канаде. Песня получила награду в номинации лучшая продаваемая песня года на премии Джуно. Песня была выпущена через месяц в Ирландии и заняла восьмое место, в UK Singles Chart заняла одиннадцатое место, тем самым став вторым синглом в Европе.

## Критика
Стюарт Мэсон из AllMusic говорил: «Run to You» была первой песней из альбома топ 30 песен и в ретроспективе, «одна из самых слабых из партии». Хотя в песне есть громкий припев, который звучит по-настоящему великолепно с помощью FM-динамиков, в песне буквально не так много: почти четырехминутная песня, длиной более половины песни с повторениям припева и невообразимому инструментальному проигрышу, который приводит к бесконечному вампу в припеву, чтобы исчезнуть.

## Видеоклип
Видеоклип был снят в Лондоне и в Лос-Анджелеса. В этом видеоклипе снималась британская актриса Лизетт Энтони. Режиссёром выступил Стив Баррон. Видеоклип был номинирован MTV Video Music Awards в пяти различных номинациях: Лучшая режиссура, лучшие спецэффекты, лучшая художественная работа, лучший монтаж и лучшая операторская работа. Хотя песня не выиграла ни одной награды, но остальные его песни получили больше номинаций на премии MTV Video Music Award в разные годы

## Позиции в чартах
| Чарт                                     | Высшая позиция |
| ---------------------------------------- | -------------- |
| Australia (Kent Music Report)            | 24             |
| Бельгия/Фландрия (Ultratop 50)           | 19             |
| Canada Top Singles (RPM)                 | 4              |
| Нидерланды (Dutch Top 40)                | 14             |
| Ирландия (IRMA)                          | 8              |
| Новая Зеландия (Recorded Music NZ)       | 14             |
| UK Singles (The Official Charts Company) | 11             |
| US Billboard Hot 100                     | 6              |
| US Billboard Top Rock Tracks             | 1              |

## Участники записи
- Брайан Адамс — вокал, ритм-гитара, бэквокал
- Кит Скотт — ритм-гитара, лид-гитара, бэквокал
- Джим Валланс — перкуссия
- Томми Мандел — клавишные
- Дэйв Тейлор — бас-гитара
- Микки Карри — ударные